# Testi buddisti in lingua sogdiana

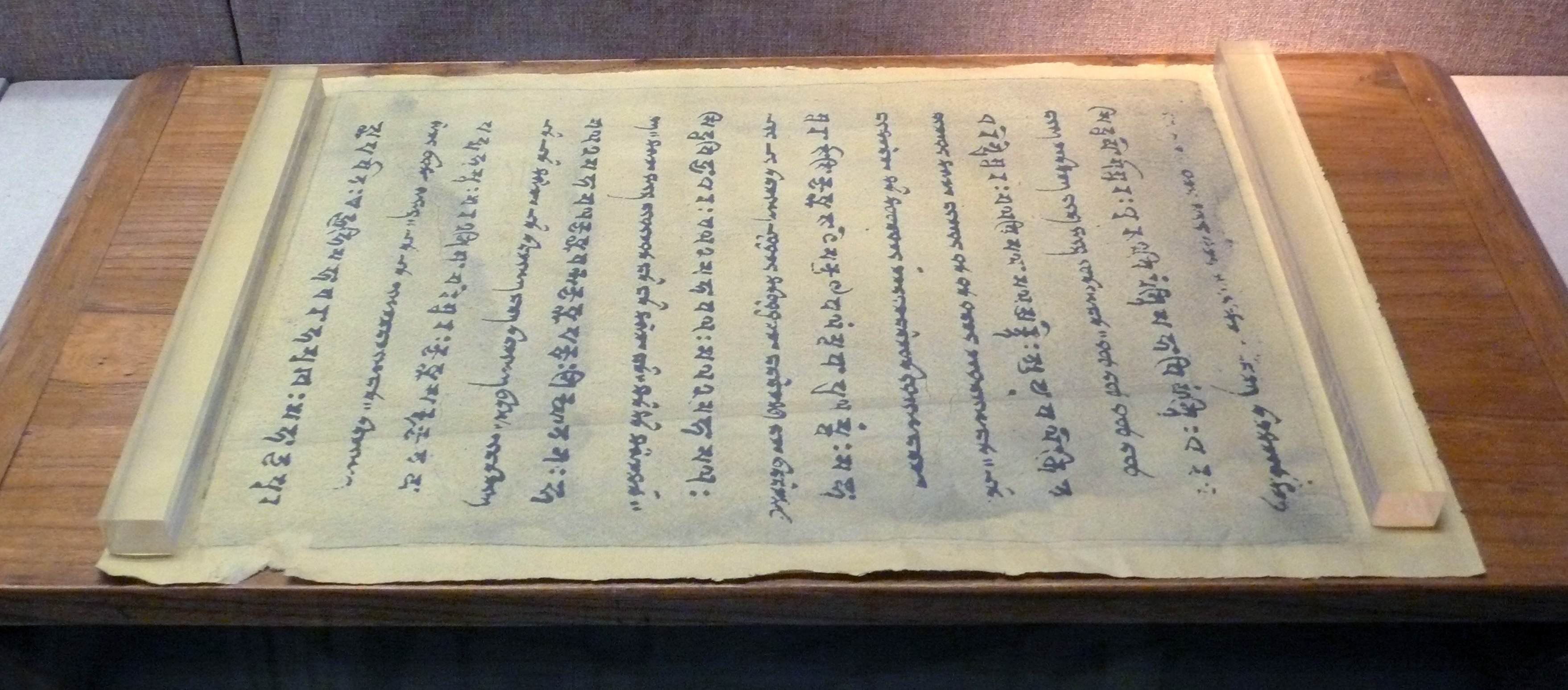
Testo buddista scritto in sogdiano, dal Museo Nazionale della Scrittura Cinese di Anyang

I testi buddisti in lingua sogdiana sono un insieme di importanti testi religiosi provenienti soprattutto dalle oasi di Turfan e di Dunhuang, Cina, prodotti probabilmente tra il VII e l'VIII secolo. I manoscritti buddisti comprendono opere di vario genere, dai testi narrativi a quelli di natura tantrica. Quasi in tutti i casi si tratta di traduzioni di originali cinesi in lingua sogdiana, un idioma medio iranico orientale, appartenente alla famiglia delle lingue indoeuropee. Le trascrizioni in sogdiano di certi nomi e concetti buddisti hanno aiutato gli studiosi a ricostruire la pronuncia del cinese e del sanscrito dell'epoca.

## Storia della ricerca
Alla fine del XIX secolo e all'inizio del XX, esploratori europei come Paul Pelliot, Sergei F. Oldenburg e Aurel Stein riuscirono a ottenere dei manoscritti buddisti dall'area dell'oasi di Dunhuang, soprattutto dalle Grotte di Mogao. Stein fu il primo esploratore occidentale a ispezionare le grotte nel 1907.
Nella regione del Turfan furono Sergei F. Oldenburg, Albert Grünwedel e Albert von Le Coq a trovare altri testi in sogdiano.

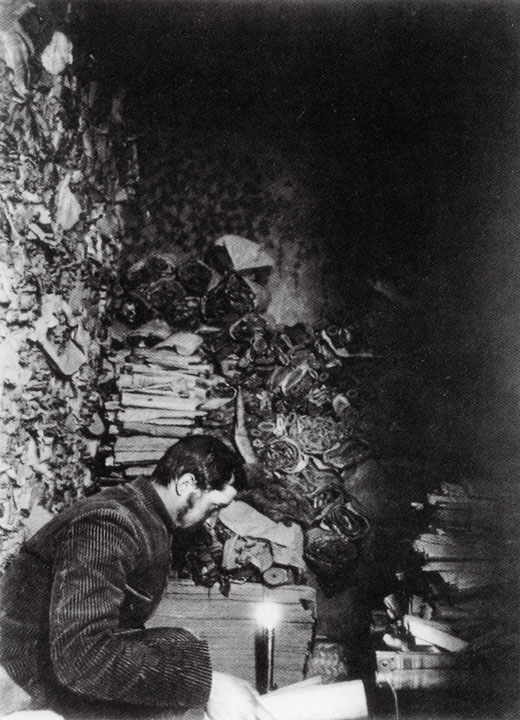
Paul Pelliot mentre esamina i manoscritti della grotta n. 17 a Mogao nel 1908

Grazie alle missioni esplorative europee, i manoscritti ritrovati divennero parte di collezioni museali e di biblioteche. Gran parte dei testi si trova nelle collezioni francesi (Pelliot collection, Bibliothèque Nationale), inglesi (Stein collection, British Library), tedesche (German Turfan Collection), russe (le collezioni Oldenburg e Krotokov) e giapponesi (collezione Otani). Lo studio dei testi buddisti fu intrapreso con la pubblicazione di due principali lavori di Robert Gauthiot (1911-12 e 1912) che furono continuati da Frederic Rosenberg, Hans Reichelt e altri. Le edizioni di Émile Benveniste (1940, 1945), D. N. MacKenzie (1970, 1976), F. W. K. Müller e Wolfgang Lentz (1934 = ST ii), e A. N. Ragoza (1980) costituiscono lavori fondamentali. Per la redazione di testi individuali sono importanti gli articoli di Kudara, Sundermann, Yoshida. Altri studiosi che hanno indagato sulla letteratura buddista sogdiana sono Olaf Hansen (1968) e David Utz (1978).
Tutti i testi scoperti a Dunhuang sono stati pubblicati e le collezioni di manoscritti vengono gradualmente digitalizzate dal Progetto Internazionale Dunhuang.

## Origine dei testi
La Sogdiana è una regione storica dell'Asia Centrale che comprende gli attuali Uzbekistan e Tagikistan, collocata tra i fiumi Zerafshan e Kashka Darya, a loro volta racchiusi dall'Amu Darya e il Syr Darya. I Sogdiani, popolo di antica etnia iranica proveniente da quest'area, non formarono mai uno stato centralizzato, ma vivevano in diverse oasi autonome, equivalenti alle città-stato della Grecia antica. Riuscirono a sfruttare la posizione strategica della regione, posta tra l'Impero bizantino, la Cina, l'Iran e l'India. Erano conosciuti come abili mercanti sulla Via della Seta. Secondo un aneddoto diffuso tra i Cinesi, i Sogdiani mettevano del miele nella bocca dei bambini cosicché fossero capaci di ingannare con parole dolci, e della gomma nelle loro mani per prevenire la perdita del denaro ottenuto.  Le loro attività in Cina possono essere rintracciate grazie a documenti dell'epoca, ritrovati anche in Asia Centrale, come passaporti e contratti commerciali. Vengono menzionati dai loro contemporanei cinesi non solo su documenti di cronaca e testi storici, ma compaiono anche come personaggi di novelle e poesie. Specialmente sotto la dinastia Tang erano considerati gli stranieri più influenti nell'impero. Secondo fonti cinesi, i Sogdiani stabilirono diverse colonie nelle regioni occidentali e settentrionali della Cina. La popolazione era costituita soprattutto da mercanti, ma negli archivi amministrativi cinesi figurano anche come burocrati, soldati, agricoltori, pastori o monaci buddisti. I Sogdiani non garantivano solo il trasporto di merci, ma costituirono un importante elemento nella trasmissione culturale di molte religioni, come il buddhismo, lo zoroastrismo, il nestorianesimo e il manicheismo.

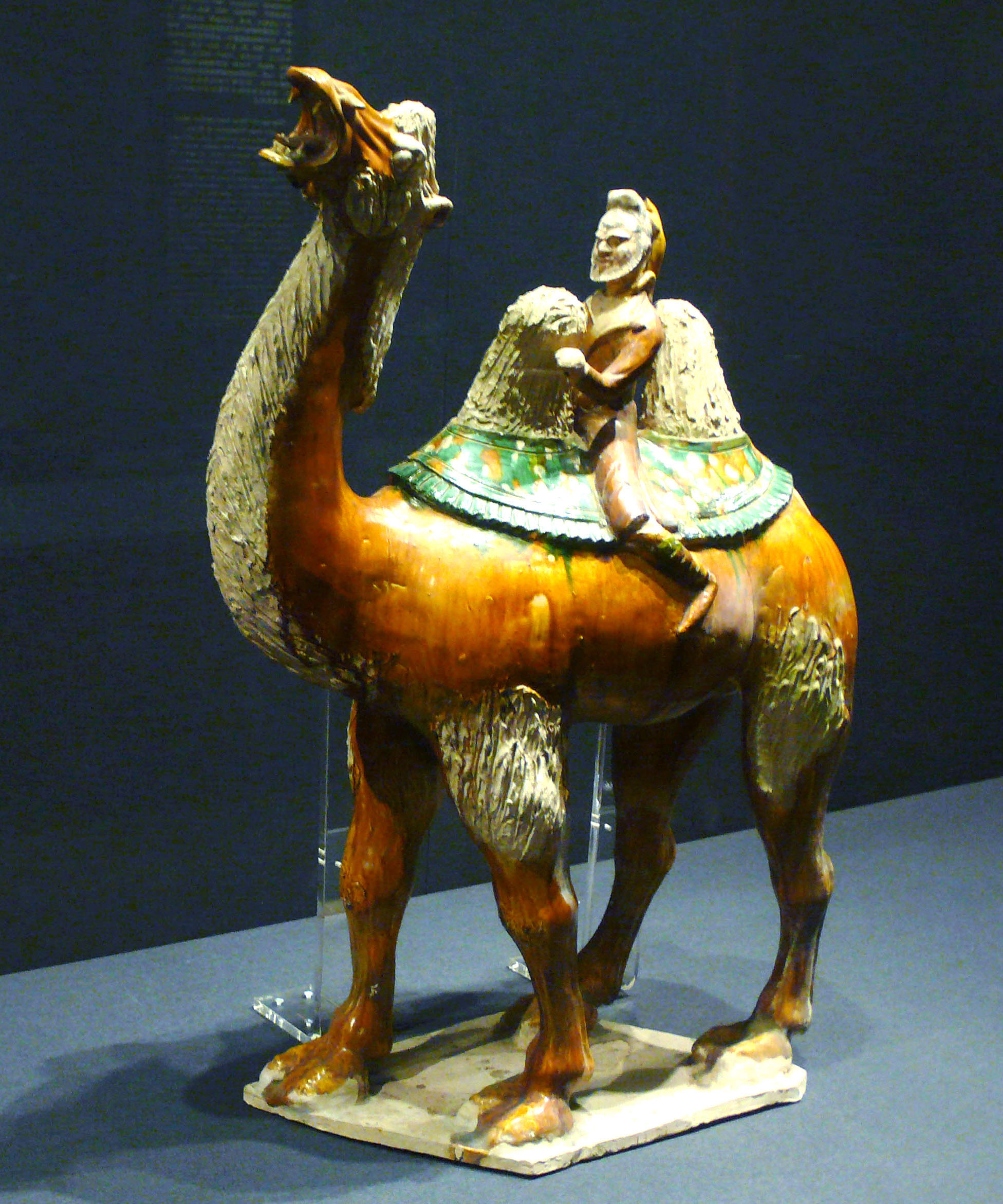
Mercante sogdiano su cammello, ceramica sancai, epoca Tang. Dal Museo del Palazzo di Pechino

### Le colonie sogdiane nel Turfan e a Dunhuang
Gli insediamenti sogdiani in Cina possono essere datati a partire dal IV secolo grazie al ritrovamento di alcune lettere antiche in sogdiano da parte di Stein.
Le colonie del Turfan sono documentate nei testi rinvenuti nell'oasi stessa, che accennano a nomi di famiglie registrate dalle autorità locali cinesi. La maggior parte proveniva dal regno di Cao in Sogdiana (Cáo 曹= Kabudhan).
Nell'VIII secolo la colonia di An Ch'eng (Ān 安= Bukhara, chéng 城= città) era ben conosciuta. Questa colonia sogdiana si trovava 500 m a est da Dunhuang e faceva parte dell'amministrazione Tang. I nomi documentati di alcuni suoi abitanti indicano le loro origini sogdiane (ad esempio, Kāng 康 = Samarcanda, Ān 安= Bukhara, Shí 石= Tashkent).

### Il buddismo e i Sogdiani
Che il buddismo sia divenuto una religione di particolare importanza nella Sogdiana è una questione dibattuta e non è stata ancora trovata nessuna rimarchevole evidenza. La cultura materiale rispecchia le credenze zoroastriane locali. I Sogdiani sembrano aver adottato la religione buddista con un approccio inizialmente sincretistico, considerando Buddha più come una divinità protettrice. Man mano convertirono dopo essersi insediati in regioni influenzate dal buddismo, ma alcuni continuarono a venerare anche le proprie divinità zoroastriane sotto forma del nuovo pantheon acquisito. Dagli stessi testi rinvenuti a Dunhuang e nel Turfan è evidente l'influenza zoroastriana dai nomi impiegati per alcuni concetti e personaggi di opere narrative.

## Caratteristiche

### La scrittura e i materiali
Lo stile di scrittura sogdiana impiegato per i testi buddisti viene chiamato "stile sūtra." o del "tipo Samarcanda", creato sulla base della scrittura aramaica. Questo tipo di scrittura si diffonde dal IV secolo e si sviluppa pienamente nel secolo VIII. I testi vennero scritti su carta o su libri di tipo poṭhī che imitano i manoscritti indiani realizzati con foglie di palma, altri sono raccolti in rotoli di fogli di carta cinese. Le traduzioni sogdiane sono sempre riportate su carta non usata in precedenza, in contrasto con i testi manichei, che invece sono di solito sul retro di testi cinesi.

### La datazione
L'unico testo databile con certezza e il Sūtra sulla condanna delle bevande intossicanti, datato nell'anno Kai-yüan 16, cioe il 16º anno dell'epoca Kai-yüan (728). Per il resto si può presumere una data tra la seconda metà del VII secolo e l'VIII secolo. La morfologia dei fogli di carta impiegati è simile a quella dei testi buddisti cinesi datati a un'epoca prima dell'invasione tibetana di Dunhuang nel 786-787, dopo la qualità della carta deteriora e le dimensioni dei fogli diventano più grandi. Alcuni testi provenienti dal Turfan sono stati scritti su questo tipo di carta di qualità inferiore, il quale indicherebbe una datazione posteriore all'invasione tibetana delle regioni occidentali del territorio Tang. Con questa datazione coincide anche la diffusione dell'elemento buti (Buddha) nei nomi propri sogdiani, a partire dalla seconda metà del VII secolo.

### Le traduzioni
Sembra che i traduttori sogdiani sapessero che gli originali dei testi buddisti fossero in lingua sanscrita e il fatto che loro stessi studiassero questa lingua è dimostrato dal numero di parole e frasi in sanscrito incontrate nei testi. Spesso un originale indiano viene citato anche se di fatto il testo è stato tradotto da un prototipo in lingua cinese. Ciò serviva a conferire più autorità al testo.
Di solito i traduttori sogdiani tralasciavano i dettagli filosofici e seguivano soltanto la linea narrativa principale, il che fa pensare che non erano interessati all'apprendimento delle dottrine stesse ma desideravano comunque possedere in lingua sogdiana i sūtra più importanti. In alcuni casi i testi sono tradotti dal cinese precisamente parola per parola.
Grazie ai colofoni rinvenuti su alcuni documenti, è possibile rintracciare i luoghi delle traduzioni, come Dunhuang, Luoyang, Xi'an.
In quasi tutti i casi i testi si sono conservati in piccoli frammenti e non è certo se fossero stati tradotti interi sūtra o solamente alcune parti interessanti per i traduttori sogdiani.

### Le illustrazioni
Alcuni testi narrativi erano probabilmente accompagnati da illustrazioni, come nelle versioni più tarde in lingua uigura del Vessantara jātaka e del Daśakaramapathāvadānamāla. Alcune pagine provenienti da un manoscritto del Museum für lndische Kunst a Berlino riportano illustrazioni connettibili all'Araṇemi jātaka.

## Generi di letteratura

### Testi sui diversi Budda e Bodhisattva

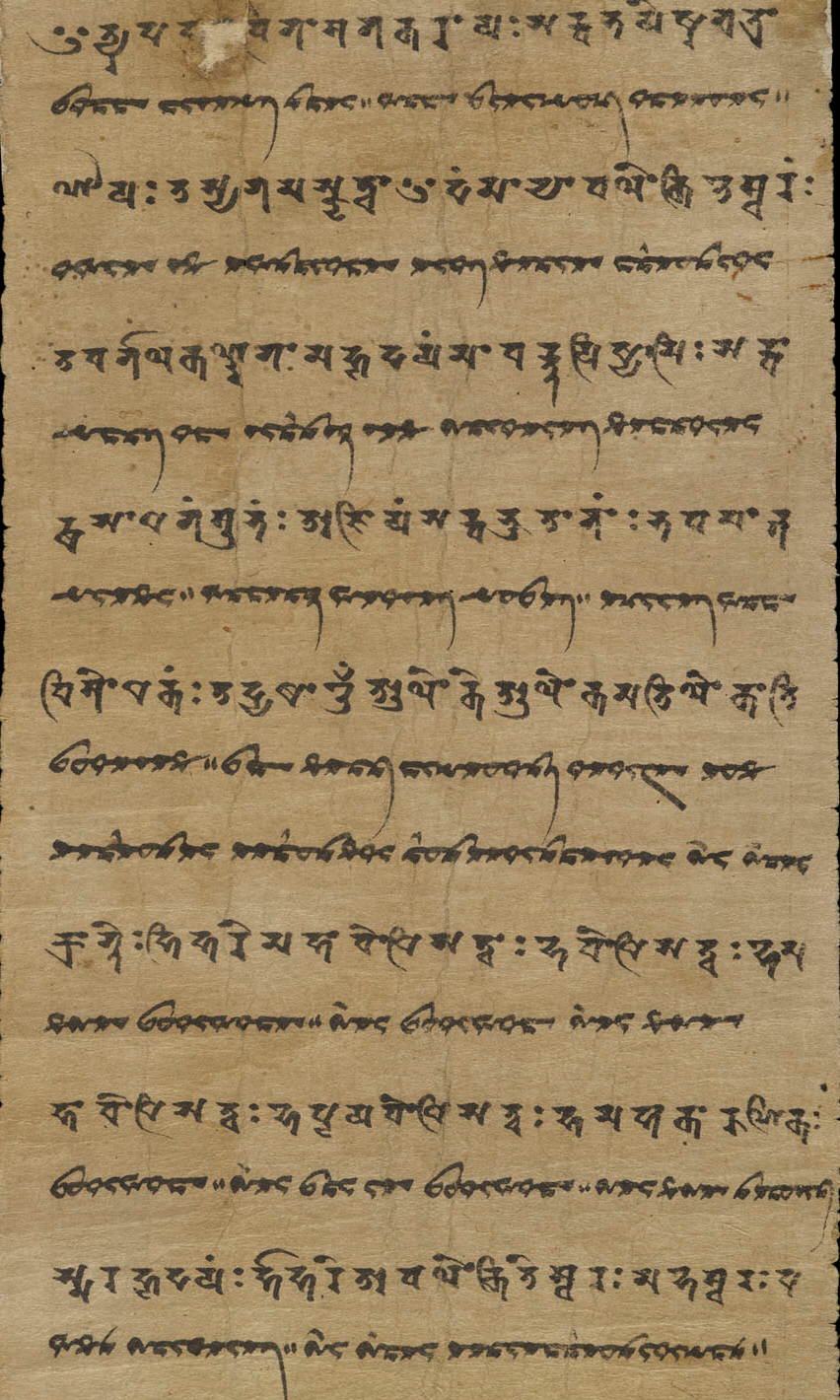
Nīlakaṇṭha Dhāraṇī in sanscrito, in alternanza scrittura Gupta (Siddham) e alfabeto sogdiano

Gli esseri divini preferiti tra i credenti sogdiani sembrano essere stati Bhaiṣajyaguru (Buddha della medicina) e il bodhisattva Avalokiteśvara, fatto attestato dal grande numero di manoscritti a loro dedicati, come il Bhaiṣajyaguruvaiḍūryaprabharāja-sūtra, Nīlakaṇṭha Dhāraṇī e diverse dhāraṇī. Le invocazioni di esseri celesti come i bodhisattva venivano usate come incantesimi per procurare beni materiali ma anche benessere dell'animo. La Nīlakaṇṭha Dhāraṇī ritrovata a Dunhuang è un documento di dimensioni ridotte che poteva essere trasportato con facilità dal proprietario come una sorta di talismano.

### Testi sull'etica
Un altro insieme di testi sogdiani esplora le cause e gli effetti delle buone e delle cattive azioni. Tra i testi sull'etica risaltano soprattutto il Sūtra sulla condanna della consumazione della carne, uno dei testi sogdiani più lunghi, e il Sūtra sulla condanna delle bevande intossicanti.
Il Dīrghanakhaparivrājakaparipṛcchā-sūtra contiene gli 8 precetti buddisti e consiste in un dialogo tra un bramino di nome Dīrghanakha e il Buddha.
Il Sūtra sulle cause e gli effetti delle azioni è stato tradotto da un testo cinese apocrifo ed è costituito da un lungo elenco di buone e cattive azioni e i loro corrispondenti effetti. Si tratta di uno dei sūtra preferiti dalle popolazioni centroasiatiche (esistono anche versioni mongole e tibetane).
Un altro testo appartenente a questa categoria è il Śuka-sūtra.

### Testi narrativi

#### Vessantara jātaka
Il Vessantara jātaka è uno dei racconti più famosi della tradizione letteraria buddista e anche uno dei più diffusi in ambito artistico. La storia parla del principe Vessantara, una delle precedenti reincarnazioni del Buddha. Egli era così generoso che cedette tutti i suoi beni più preziosi, compresi moglie e figli.
Nella versione sogdiana, che sembra essere una composizione originale e non una traduzione, il nome del principe è Sudāshan (swδ'šn). Egli viene concepito dalla madre in un episodio che non è riportato in altre versioni del racconto e ricorda molto il concepimento del Buddha Śākyamuni. Non è un elefante bianco a penetrarle il fianco destro, bensì una divinità solare, che le pianta nel grembo sette gioielli cintāmaṇi. Nel racconto, il principe invoca diverse divinità zoroastriane, come Azrua, Adhvagh, Weshparkar, le quali vengono descritte e identificate come divinità induiste, con molteplici occhi, volti e braccia. Mitra viene menzionato nel contesto di un giuramento in una tipica formulazione che potrebbe essere stata usata dai locutori di lingua sogdiana abitualmente.
Si tratta di uno dei testi sogdiani più lunghi e conservati.

#### Altri testi narrativi
- Il racconto dei fratelli Kalyāṇaṃkara e Pāpaṃkara: appartiene al genere avadāna, si tratta di una parabola su due fratelli. Al'interno del racconto un'altra storia viene citata, quella di due uomini provenienti dallo stesso villaggio, un pescatore ricco e di cattivo carattere e un contadino povero.
- Il racconto del re Bimbisāra e gli eretici: una storia non precisamente identificata, proveniente da alcuni frammenti della collezione Krotkov. Gli eretici erano gelosi del Buddha, che divenne un favorito del re Bimbisāra.
- Il racconto del re Kāñcanasāra: dal Daśakaramapathāvadānamāla, una raccolta di leggende. Il re Kāñcanasāra si sottopone a grandi sofferenze inflitte da un bramino malvagio.
- Araṇemi jātaka: il racconto del re Araṇemi che rinuncia a tutti i suoi beni, alla sua famiglia e infine a sé stesso per ottenere l'illuminazione. Un jātaka popolare nella parte settentrionale del Bacino del Tarim, è stato ritrovato anche in altre versioni (uigura, tocario A e B, tumshuq).
- Saṅghāṭa-sūtra: un testo molto amato dai sogdiani buddisti (ritrovato su tre manoscritti). Probabilmente un'adattazione, non una traduzione, di un originale cinese ancora sconosciuto. Non viene trattata nessuna dottrina in particolare, si tratta di una discorso tra bodhisattva e il Buddha Śākyamuni che risponde alle loro domande. Vengono glorificate le caratteristiche intrinsecamente salvifiche del buddismo, presentate nelle risposte del Buddha.

### Testi sul buddismo Chan
Si tratta di testi apocrifi a cui si riferisce ancora oggi la scuola buddista Chan (Zen). La scuola Chan si sviluppò nel VII secolo e nacque dall'incontro delle pratiche e nozioni del buddismo Mahāyāna con quelle tradizionali cinesi, in particolare con il Taoismo.
- Dharmarāja-sūtra
- Dhūta-sūtra
- "Sūtra. sull'assoluta compassione finale"
- "Testimonianza dei maestri e dei discepoli del Laṇkāvatāra"

### Altri testi
Alcuni dei sūtra più importanti del Mahāyāna vennero tradotti dal cinese, tra questi:
- Mahāyānamahāparinirvāṇa-sūtra
- Pañcaviṃśatisāhasrikāprajñāpāramitā-sūtra
- Vajracchedikā-sūtra
- Vimalakīrtinirdeśa-sūtra
- Viśeṣacintibrahmaparipṛcchā-sūtra
- Suvarṇaprabhāsa-sūtra
- Sukhāvatīvyūha-sūtra
- Buddhānusmṛtisamādhisāgara-sūtra/Dhyāna
- Manhāparinirvāṇasūtra (ultima parte)

Questi testi erano molto popolari tra i contemporanei cinesi, cosa che sembra essere evidente dal numero di copie ritrovate sia a Dunhuang sia nel Turfan.
Sukhāvatīvyūha-sūtra descrive la Terra Pura del Buddha Amitābha, un Buddha molto venerato in Cina. In alcuni testi sogdiani Buddha viene chiamato "myt', secondo la trascrizione cinese (阿彌陀Āmítuó) del termine originale sanscrito.

## Elenco dei testi proposto da Yutaka Yoshida

### Testi con prototipo cinese identificato
| Testo                                                                                            | Originale cinese                                                           | Taisho Tripiṭaka     | Tipo di testo                                                                                   | Luogo di ritrovamento |
| ------------------------------------------------------------------------------------------------ | -------------------------------------------------------------------------- | -------------------- | ----------------------------------------------------------------------------------------------- | --------------------- |
| Śuka-sūtra o Karmavibhaṅga                                                                       | 央掘魔羅經                                                                 | TT80                 | sūtra Mahāyāna                                                                                  | Turfan                |
| Aṅgulimālīya-sūtra                                                                               | 佛爲首迦長者説業報差別經                                                   | TT120                | sūtra Mahāyāna, insegnamenti di Aṅgulimāla                                                      | Dunhuang              |
| Vessantara jātaka                                                                                | 太子須大拏經                                                               | TT171(?)             | testo narrativo                                                                                 | Dunhuang              |
| Pañcaviṃśatisāhasrikāprajñāpāramitā-sūtra                                                        | 摩訶般若波羅蜜經                                                           | TT223                | sūtra Mahāyāna                                                                                  | Turfan                |
| Vajracchedikā-sūtra                                                                              | 金剛般若波羅蜜經                                                           | TT235                | sūtra Mahāyāna, importante per il Chan                                                          | Dunhuang, Turfan      |
| Prajñāpāramitāhṛdaya-sūtra                                                                       | 般若心經                                                                   | TT251                | sūtra Mahāyāna                                                                                  | Turfan                |
| Gaṇḍavyūha-sūtra                                                                                 | 大方廣佛華嚴經                                                             | TT278,279            | sūtra Mahāyāna, testo narrativo                                                                 | Turfan                |
| Ratnarāśi-sūtra                                                                                  | 大寶積經                                                                   | TT310 (44)           | sūtra Mahāyāna                                                                                  | Turfan                |
| Sukhāvatīvyūha-sūtra                                                                             | 佛説無量壽經                                                               | TT360                | sūtra Mahāyāna                                                                                  | Turfan                |
| Mahāyānamahāparinirvāṇa-sūtra                                                                    | 大般涅槃經                                                                 | TT374                | sūtra Mahāyāna                                                                                  | Turfan                |
| Manhāparinirvāṇasūtra (ultima parte)                                                             | 大般涅槃經後分                                                             | TT377                | sūtra Mahāyāna                                                                                  | Turfan                |
| Saṅghāṭa-sūtra                                                                                   | 僧伽䆣經                                                                   | TT423(?)             | sūtra Mahāyāna, testo narrativo                                                                 | Turfan                |
| Bhaiṣajyaguruvaiḍūryaprabharāja-sūtra                                                            | 藥師琉璃光如來本願功徳經                                                   | TT450                | sūtra Mahāyāna                                                                                  | Dunhuang              |
| Vimalakīrtinirdeśa-sūtra                                                                         | 維摩詰所説經                                                               | TT475                | sūtra Mahāyāna, importante per il Chan                                                          | Dunhuang, Turfan      |
| Dīrghanakhaparivrājakaparipṛcchā-sūtra                                                           | 長爪梵志請問經                                                             | TT584                | sūtra Mahāyāna                                                                                  | Dunhuang              |
| Viśeṣacintibrahmaparipṛcchā-sūtra                                                                | 思益梵天所問經                                                             | TT586                | sūtra Mahāyāna                                                                                  | Shorchuq              |
| Buddhānusmṛtisamādhisāgara-sūtra/Dhyāna                                                          | 佛説觀佛三昧海經                                                           | TT643                | sūtra Mahāyāna                                                                                  | Dunhuang              |
| Suvarṇaprabhāsa-sūtra                                                                            | 金光明最勝王經                                                             | TT665                | sūtra Mahāyāna                                                                                  | Turfan                |
| Laṅkāvatāra-sūtra                                                                                | 楞伽阿跋多羅寶經                                                           | TT670                | sūtra Mahāyāna, importante per il Chan                                                          | Dunhuang              |
| Sūtra raccontato da Buddha sul tempo e il non-tempo                                              | 佛説時非時経                                                               | TT794                | sūtra Mahāyāna                                                                                  | Turfan                |
| Padmacintāmaṇidhāraṇī-sūtra                                                                      | 觀世音菩薩祕密藏如意輪陀羅尼神呪經                                         | TT1082               | dhāraṇī, testo tantrico                                                                         | Dunhuang              |
| Rituali per l'adorazione del bodhisattva Cakravarticintāmaṇi                                     | 観自在菩薩如意輪念誦儀軌                                                   | TT1085               | dhāraṇī, testo tantrico                                                                         | Dunhuang              |
| Amoghapāśahṛdaya-sūtra                                                                           | 不空羂索神呪心經                                                           | TT 1093, 1094, 1095? | dhāraṇī, testo tantrico                                                                         | Dunhuang              |
| Nīlakaṇṭha dhāraṇī                                                                               | 千手千眼觀自在菩薩廣大圓滿無礙大悲心陀羅尼呪本 / 青頚觀自 在菩薩心陀羅尼經 | TT 1061, 1111        | dhāraṇī, testo tantrico                                                                         | Dunhuang              |
| Testo sul dhāraṇī del bodhisattva Dizang                                                         | 地蔵菩薩陀羅尼経                                                           | TT 1159B             | dhāraṇī, testo tatrico                                                                          | Dunhuang              |
|                                                                                                  | 大輪金剛総持陀羅尼經                                                       | TT 1230              | sūtra Mahāyāna                                                                                  | Turfan                |
| Buddhabhāṣitamahābhiṣekarddhidhāraṇī-sūtra                                                       | 佛説灌頂七萬二千神王護比丘呪經                                             | TT1331               | sūtra Mahāyāna                                                                                  | Turfan                |
| Dharmaguptaka-vinaya                                                                             | 四分律                                                                     | TT1428(?)            | testo vinaya Dharmaguptaka                                                                      | Turfan                |
| Caturvargavinaya-prātimokṣa                                                                      | 四分僧戒本                                                                 | TT1430               | testo vinaya, pratimokṣa                                                                        | Turfan                |
| Sūtra raccontato da Buddha sulla leggerezza e la gravosità del peccato di trasgressione del Sīla | 佛説犯戒罪報軽重經                                                         | TT1467               | sūtra Mahāyāna                                                                                  | Turfan                |
| Brahmajāla-sūtra                                                                                 | 梵網經                                                                     | TT1484               | testo vinaya Mahāyāna                                                                           | Turfan                |
| Abhidharmakośa-bhāṣya                                                                            | 阿毘達磨倶舍論                                                             | TT1558               | testo narrativo, racconto del re Prasenajit che discute sull'arrivo del chakravartin con Buddha | Turfan                |
| Testimonianza dei maestri e dei discepoli del Laṇkāvatāra                                        | 楞伽師資記                                                                 | TT2837               | uno dei primi testi del buddismo Chan                                                           | Turfan                |
|                                                                                                  | 大方廣華厳十悪品經                                                         | TT2875               | testo apocrifo                                                                                  | Dunhuang              |
| Sūtra sull'assoluta compassione finale                                                           | 究竟大悲經                                                                 | TT2880               | testo apocrifo, importante per il Chan                                                          | Dunhuang              |
| Sūtra sulle cause e gli effetti delle azioni                                                     | 佛説善惡因果經                                                             | TT2881               | testo apocrifo                                                                                  | Dunhuang              |
| Dharmarāja-sūtra                                                                                 | 法王經                                                                     | TT2883               | testo apocrifo, importante per il Chan                                                          | Dunhuang, Turfan      |
| Dhūta-sūtra                                                                                      | 佛為心王菩薩説頭陀經                                                       | TT2886               | testo apocrifo, importante per il Chan                                                          | Dunhuang              |

### Testi con prototipo non identificato e tradotti dal sanscrito o tocario appartenenti alla scuola Sarvāstivāda
| Testo                                                        | Originale           | Tipo di testo   | Luogo di ritrovamento |
| ------------------------------------------------------------ | ------------------- | --------------- | --------------------- |
| Frammento della storia del re Prasenajit                     |                     | testo narrativo | Turfan                |
| Il racconto del re Kāñcanasāra dal Daśakaramapathāvadānamāla | dal tocario B       | testo narrativo | Turfan                |
| Araṇemi-jātaka                                               |                     | testo narrativo | Turfan                |
| Divyāvadāna                                                  |                     | testo narrativo | Turfan                |
| Il racconto del re Bimbisāra e gli eretici                   |                     | testo narrativo | Turfan                |
| Il racconto dei re Mahākapphina e Prasenajit                 |                     | testo narrativo | Turfan                |
| Metodo per la meditazione                                    | dal cuceo/tocario B |                 | Turfan                |

### Trascrizioni in sogdiano di testi cinesi
| Testo                                            | Originale          | Taisho Tripiṭaka | Tipo di testo                          | Luogo di ritrovamento |
| ------------------------------------------------ | ------------------ | ---------------- | -------------------------------------- | --------------------- |
| Mahāyānaśraddhotpāda-śāstra                      | 大乘起信論         | TT1666           | testo Mahāyāna, importante per il Chan | Turfan                |
| Trattato sui cinque riti del Vajracchedikā-sūtra | 金剛五礼文         |                  | importante per il Chan                 | Turfan                |
| Versi del Vajracchedikā-sūtra                    | 梁朝傅大士頌金剛經 | TT2732           | alcuni versi del Sūtra. del diamante   | Turfan                |

### Altri testi
| Testo                                                                         | Originale                     | Tipo di testo                   | Luogo di ritrovamento |
| ----------------------------------------------------------------------------- | ----------------------------- | ------------------------------- | --------------------- |
| Il racconto dei fratelli Kalyāṇaṃkara e Pāpaṃkara                             |                               | testo narrativo                 | Dunhuang              |
| Sūtra sulla condanna delle bevande intossicanti                               | da un testo originale indiano | testo sull'etica                | Dunhuang              |
| Sūtra sulla condanna della consumazione della carne                           |                               | testo sull'etica                | Dunhuang              |
| Sūtra sulla condanna delle bevande intossicanti e la consumazione della carne |                               | testo sull'etica                | Dunhuang              |
| Frammenti di testi relativi al buddismo Chan                                  |                               |                                 | Dunhuang              |
| Commento del Prajñāpāramitāhṛdaya-sūtra                                       |                               | commento del testo in sanscrito | Dunhuang              |
| Formula per ricevere gli otto comandamenti                                    |                               | testo sull'etica                | Dunhuang              |
| Avalokiteśvarasyanāmāṣṭaśatakastotra                                          |                               |                                 | Dunhuang              |